# 司徒国海
司徒国海（1978年2月—），男，汉族，广东开平人，中华人民共和国政治人物。现任中国科学院上海光学精密机械研究所信息光学与光电技术实验室主任，研究员，致公党上海市委副主委。第十四届全国政协委员。